# Острів (Луцький район)
О́стрів — село в Україні, у Луцькому районі Волинської області. Входить до складу Ківерцівської міської громади. Населення становить 228 осіб.

## Історія
У 1906 році село Колківської волості Луцького повіту Волинської губернії. Відстань від повітового міста 48 верст, від волості 3. Дворів 12, мешканців 127.
У 2018 —  2020 рр. у складі Тростянецької сільської громади (Волинська область).
19 липня 2020 року, в результаті адміністративно-територіальної реформи та ліквідації Ківерцівського району, село увійшло до складу Луцького району.

## Населення
Згідно з переписом УРСР 1989 року чисельність наявного населення села становила 265 осіб, з яких 112 чоловіків та 153 жінки.
За переписом населення України 2001 року в селі мешкало 228 осіб.

### Мова
Розподіл населення за рідною мовою за даними перепису 2001 року:
| Мова       | Відсоток |
| ---------- | -------- |
| українська | 99,12 %  |
| російська  | 0,88 %   |